# Junior Roldán
Junior Alexander Roldán Paredes (25 de septiembre de 1984, El Triunfo, Ecuador-6 de mayo de 2023, Fredonia, Colombia), conocido también por el alias de JR, fue un narcotraficante ecuatoriano, miembro de la organización delictiva Los Choneros y líder fundador de su extensión delictiva Los Águilas.

## Primeros años
Junior Alexander Roldán Paredes nació el 25 de septiembre de 1984, en el cantón El Triunfo, provincia del Guayas, Ecuador.

## Carrera delictiva
En su cantón natal intentó forjar una imagen de “narcoamigo” o falso mecenas, donde repartía juguetes y donaciones, también financiaba conciertos, además de ser líder de un pequeño grupo delictivo del lugar.
Enfrentó condenas por asesinato y delincuencia organizada, donde se atribuyó más de veinte asesinatos. Cuando llevaba 6 años en prisión, en 2015, fue acusado por el Ministro del Interior, José Serrano, de ordenar múltiples asesinatos desde su celda en la cárcel de Turi, en Cuenca.
En prisión conoció a Jorge Luis Zambrano, alias Rasquiña, con quien forjó un vínculo en la cárcel, convirtiéndose en uno de los cabecillas de Los Choneros. Cuando “Rasquiña” fue asesinado en diciembre de 2020, al poco tiempo de obtener una prelibertad cuestionable, la banda de Los Choneros se dividieron en distintos grupos, donde Junior Roldán formó la banda de Los Águilas, un brazo armado de la facción original, mientras que José Macias Villamar, alias Fito, formó Los Fatales.
Controló prisiones de Guayas, Sucumbíos y Loja, donde ingresó artículos prohibidos a las cárceles, además ejecutó asesinatos, matanzas y ataques terroristas dentro y fuera de las cárceles. En Guayas, Manabí, Santa Elena, Los Ríos, Loja, Sucumbíos y El Oro, mantenía influencias con narcotráfico, sicariato, extorsiones y corrupción.

## Salida de prisión y muerte
En la cárcel Roldán realizó origami, yoga y danza folclórica como parte de su proceso de rehabilitación, de acuerdo a su abogado, siendo calificado con buena conducta por parte del Servicio Nacional de Atención a Personas Privadas de la Libertad, obteniendo una polémica liberación de la cárcel Regional de Guayaquil, el 14 de febrero de 2023, luego de un largo proceso judicial.
El 16 de marzo de ese mismo año, tuvo un atentado por parte de la banda enemiga de Los Lobos, en su tierra natal de El Triunfo, donde fue herido y 7 personas resultaron baleadas, luego de esto Roldán se quitó el grillete electrónico y su rastro se perdió.
Fue asesinado en Antioquia, Colombia, donde tenía células aliadas, el 6 de mayo de 2023, se presume que Junior fue asesinado desprevenido a traición de un disparo en la cabeza supuestamente por un familiar de una mujer que fue agredida por Roldán, mientras se encontraba entretenido disfrutando en la fiesta de una finca, aunque ésta primera versión para muchos no es tan creíble debido a que Junior Roldán nunca andaba solo, y al ser el líder de Las Águilas, una de las ramas de Los Choneros pues siempre se encontraba acompañado de sus escoltas y guardaespaldas, por lo que no era muy probable de que una sola persona lo haya asesinado, otra versión más creíble para muchos es que también se presume de que Junior Roldán fue asesinado por miembros de alguna de las bandas colombianas asociadas a las facciones rivales o enemigas en Ecuador, o también se cree de que sus enemigos en el Ecuador le habían hecho inteligencia y le habían seguido el rastro, por lo cual ya lo tenían estudiado a Roldán y sabían de su paradero en Colombia, se dice que fue asesinado por en el sector Puente Máquina, vereda El Mango, municipio de Fredonia.
Fue sepultado el 18 de mayo de 2023, en la bóveda 30 del pabellón 18 del Cementerio Central de Envigado y nadie asistió a su entierro. La noche del 12 de septiembre fue exhumado ilegalmente por unos sujetos, quienes robaron su cuerpo, mientras que las autoridades colombianas intentaron establecer si se trataron de bandas enemigas o aliados que profanaron la tumba para alguna especie de narco-ritual.
Otras versiones debido a que nunca se mostró el cadáver o el cuerpo sin vida de Junior Roldán y por muchos casos que ya han ocurrido antes de grandes mafiosos que han fingido su muerte como es el caso de Leandro Norero [+] quien a inicios de 2020 en la Pandemia de Covid-19, había fingido su deceso supuestamente por causa de haberse enfermado del Covid-19, sin embargo fue apresado en Mayo del año 2022, y finalmente murió en una balacera en una Cárcel de Cotopaxi el 3 de Octubre de ese mismo año, se piensa de que posiblemente Junior Roldán alias 'JR' posiblemente esté vivo y que también pudo haber armado alguna estrategia para así poder fingir su muerte.